# Кудрицький Микола Антонович
Мико́ла Анто́нінович Кудри́цький (* 1884 — † після 1931) — український лікар. Засновник курсу шкільної гігієни .

## Біографічні відомості
В 1910-1914 роках  працював земським лікарем у селі Петриківка.
Був членом УСДРП, науковим співробітником ВУАН, професором Київського медичного інституту.
Заарештовано у справі «Спілки визволення України». 19 квітня 1930 року засуджено на три роки умовно.
Хоч Кудрицького засудили умовно, проте він не зміг повернутися на роботу як професор Київського медичного інституту. Очевидно, заробляючи на хліб, він займався літературною працею: 1931 року в Харкові вийшла його брошура українською мовою «Дітям — гігієнічні умови життя та праці». Подальших слідів Кудрицького поки що не виявлено.
11 вересня 1989 року Пленум Верховного суду України скасував несправедливий вирок і реабілітував усіх, кого було засуджено у «справі СВУ».